# ダンケルクの戦い
ダンケルクの戦い（ダンケルクのたたかい、仏: Bataille de Dunkerque, 英: Battle of Dunkirk）は、第二次世界大戦の西部戦線における戦闘の一つで、ドイツ軍のフランス侵攻の1940年5月24日から6月4日の間に起こった戦闘である。追い詰められた英仏軍は、この戦闘でドイツ軍の攻勢を防ぎながら輸送船の他に小型艇、駆逐艦、民間船などすべてを動員して、イギリス本国（グレートブリテン島）に向けて40万人の将兵を脱出させる作戦（ダイナモ作戦）を実行した。

## 背景
1939年9月1日にポーランドへ侵攻し勝利したドイツ軍は、「まやかし戦争」の期間を経て、1940年5月10日に突如オランダとベルギー、ルクセンブルクに侵攻、これらを破った後の5月17日以降に北フランスを席捲した（ナチス・ドイツのフランス侵攻）。
ドイツ軍は戦車や航空機を駆使した電撃戦を展開、その火力と機動力を集中運用する新戦法によってフランス軍とイギリス軍を中心とした連合軍主力の後方を突破すると、ドーバー海峡まで駆け抜けてこれらを包囲し、ダンケルクへ追い詰めた。

## 経過

撤退船に乗り込むイギリス軍兵士。

イギリスの首相ウィンストン・チャーチルは、イギリス海外派遣軍とフランス軍からなる約35万人をダンケルクから救出することを命じ、イギリス国内から軍艦の他に民間の漁船やヨット、はしけを含む、あらゆる船舶を総動員した撤退作戦（作戦名：ダイナモ作戦）が発動された。その一方、ブレストに在泊していた強力なフランス艦隊は、混乱の中で何もしようとしなかった。
ドイツ軍はアラスの戦いでの連合軍の反撃を、近く行われる連合軍の本格的な反攻作戦の端緒と誤認し、酷使した機甲部隊の温存をはかり、また空軍大臣ヘルマン・ゲーリングの大言壮語もあって、ドイツ空軍による攻撃でこれを阻止しようとした。
しかしイギリス空軍の活躍と、砂浜がクッションとなって爆弾の威力が減衰したことなどもあり、連合軍のほとんどは海からの脱出に成功した。なおこのとき、カレーで包囲されていたイギリス軍部隊はドイツ軍を引きつけておくために救出はされなかった。この部隊の犠牲もダイナモ作戦の成功の一因であった。

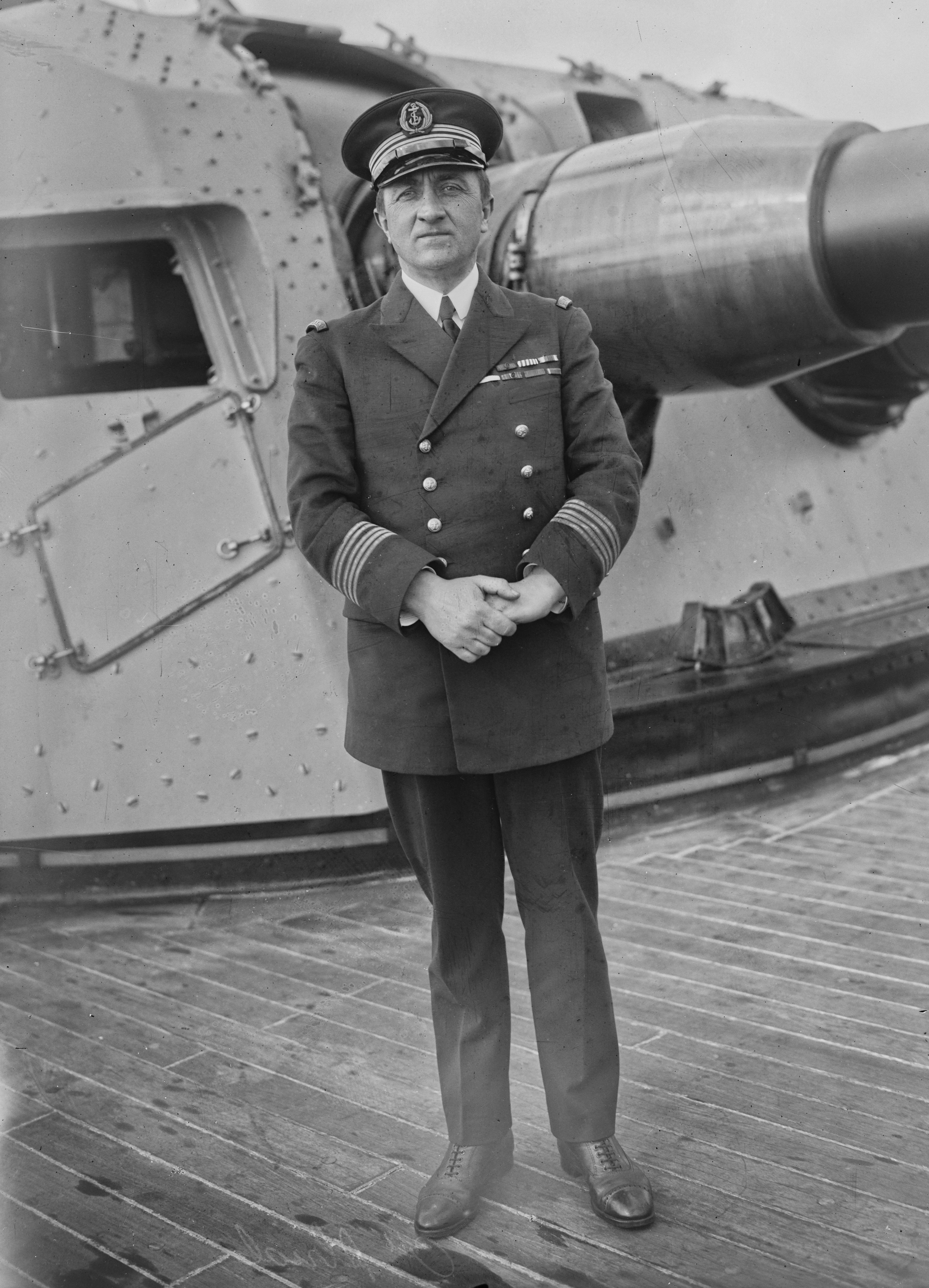
ダンケルクの戦いで最後に脱出した、ジャン=マリー・チャールズ・アブリアル提督

この戦いで、イギリス軍は約3万人の兵員を捕虜として失い、880門の野砲、310門の大型火砲、約500門の対空砲、約850門の対戦車砲、11,000丁の機関銃、700両近くの戦車、20,000台のオートバイや45,000両に及ぶ軍用車両とトラックなど、重装備の大半の放棄を強いられた。数十万の兵士がほぼ丸腰で帰還、イギリス軍は深刻な兵器不足となる。しかしこの撤退はイギリスにとって人的資源の保全と、戦意の維持という意味では大きな成功を収めた。

## その後
フランス軍はダンケルク撤退以後は雪崩を打ったように崩壊。ドイツ軍は14日、パリを占領。さらに2日後、1916年の戦闘で敗北したドイツ軍因縁の地、ヴェルダンに進撃、フランスはついに6月21日に講和（降伏）を申し込み、翌22日、受諾された。漁夫の利を得ようとフランス降伏の12日前に参戦していたイタリアのベニート・ムッソリーニは、「死の床の重病人に宣戦布告した」と批判されている。

## 関連作品
- 急降下爆撃隊（Stukas） - 1941年公開のドイツ映画。カール・リッター監督。
- ミニヴァー夫人（Mrs. Miniver） - 1942年公開の米国映画。ウィリアム・ワイラー監督。
- 激戦ダンケルク（Dunkirk） - 1958年公開のイギリス映画。レスリー・ノーマン（英語版）監督。
- ダンケルク（Week-End A Zuydcoote） - 1964年公開のフランス・イタリア合作映画。 アンリ・ヴェルヌイユ監督。
- スノーグース（The Snow Goose） - 1971年公開の ポール・ギャリコの原作・脚本によるイギリスBBC制作のテレビ映画。パトリック・ガーランド（Patrick Garland）監督。
- ダンケルク 史上最大の撤退作戦・奇跡の10日間　(Dunkirk) 2004年のBBCドラマ。
- 贖罪（Atonement） - イギリスの小説家イアン・マキューアンの2001年の小説。
- つぐない（Atonement）   - 上記『贖罪』の映画化作品。2007年公開のイギリス映画。ジョー・ライト監督。
- 刑事フォイル（Foyle's War） 第2話「臆病者」  - 2002年放映のマイケル・キッチン主演によるイギリスのテレビドラマ。
- ダンケルク（Dunkirk） - 2017年公開の米国映画。クリストファー・ノーラン監督。